# Гингерол
Гингерол (от англ. ginger — имбирь) — растительное вещество, содержащееся в количестве 1-3 % преимущественно в корневище имбиря в форме эфирного масла, которое придаёт ему его специфический вкус и терпкий аромат. Это химическое соединение содержат все члены семейства Zingiberaceae; особенно высока его концентрация в райских зёрнах (англ., лат. Aframomum melegueta) и в африканской разновидности имбиря. Оно входит в группу растительных алкалоидов, которые присутствуют также в перце и некоторых других растениях. Внутри организма он стабилизирует нервную и сердечно-сосудистую системы, обладает обезболивающим, противовоспалительным, рассасывающим, спазмолитическим и ветрогонным действиями. Также известен как антираковый агент.
Европейцы узнали о лекарственных свойствах имбиря во время эпидемии чумы, против которой он и использовался.
Приготовление имбиря превращает гингерол через обратную альдольную реакцию в зингерон, менее острый, с пряно-сладким ароматом. При сушке или лёгком нагревании имбиря гингерол подвергается реакции дегидратации с образованием сегаолов, которые примерно вдвое острее гингерола. Это объясняет, почему сушёный имбирь острее свежего. Содержащийся в свежем имбире [6]-гингерол представляет собой фенольное фитохимическое соединение, которое активирует рецепторы специй на языке. Молекулярно является родственником капсаицина и пиперина — соединений, которые являются алкалоидами, хотя в плане биологической активности они никак не связаны. Кроме того, корень имбиря содержит [8]-гингерол, [10]-гингерол и [12]-гингерол, совместно называемые гингеролами.

## Биологическая активность
В метаанализе сообщалось, что гингерол обладает противораковым, противовоспалительным, противогрибковым, антиоксидантным, нейропротекторным и гастропротекторным свойствами в доклинических исследованиях in vitro и in vivo.
Цисплатин это лекарственный препарат, который применяют в химиотерапии. В высоких дозах он вызывает почечную недостаточность, считающуюся ограничивающим фактором его применения в качестве жизненно необходимого лекарственного препарата. Применение [6]-гингерола предотвращает возникновение почечной недостаточности у испытуемых крыс. [6]-гингерол увеличивает выработку глутатиона в соотношении «доза-результат», при которой чем выше доза, тем больший эффект оказывает гингерол.
При проведении нескольких исследований in-vivo, исследователи предложили возможность применения гингеролов в качестве средства, нормализующего уровень глюкозы у лиц с сахарным диабетом. Полагают, что химические соединения гингерола помогают бороться с сахарным диабетом, из-за увеличения содержания глутатиона, фактора, регулирующего цитотоксическое действие. Анти-эффекты изучали на испытуемых мышах с сахарным диабетом и ожирением. Химические соединения гингерола увеличивают поступление глюкозы в клетки без необходимости введения синтетического инсулина, также уменьшая возникновение гипогликемии и увеличивая толерантность организма к глюкозе.В различных исследованиях пришли к выводу, что метаболические механизмы, связанные с пользой фитохимикалий гингерола на физиологические процессы, обусловлены увеличением активности ферментов (CAT) и выработкой глутатиона при одновременном снижении липопротеина холестерола и увеличением толерантности к глюкозе у испытуемых мышей. Сердечную аритмию считают постоянным спутником больных сахарным диабетом, поэтому проведенные испытания  in-vivo показывают, что гингерол обладает противовоспалительным эффектом и подавляет риск резкого снижения уровня глюкозы в крови.

### Противоопухолевое действие
Проводили множество исследований об эффективности гингеролов на различные виды рака, включая лейкемию, рака предстательной железы, рака молочной железы, рака кожи, рака яичников, рака легких, рака поджелудочной железы и рака толстой кишки. Клинических исследований о влиянии гингеролов на физиологические процессы организма человека проведено недостаточно.
При проведении мета анализа гингеролов заметили, что они обладают различными фитохимическими эффектами на рак предстательной железы. Тем более, проводили два целевых исследования о влиянии [6]-соединений гингерола на мышей, при которых обнаружили увеличение апоптоза раковых клеток, путем повреждения мембраны митохондрий. Также исследователи обнаружили механизмы, связанные с разрушением белков, которые образуются при G1 фазе, останавливая репродукцию раковых клеток. Это считают преимуществом при изучении противораковых свойств гингеролов. Вероятно, основной механизм влияния гингерола на организм заключается в процессе разрушения белков.
Противоканцерогенные свойства [6]-гингерола и [6]-парадола были доказаны при анализе их механизма действия на клетки мышей, больных раком кожи, который направлен на разрушение белков клеток, образующих опухоль. Химические соединения гингерола предотвращают превращение обычных клеток в раковые клетки путем блокировки синтеза AP-1 белков, в то же время, парадол вызывает апоптоз у уже сформированной раковой клетки, благодаря цитотоксическому действию. [6]-гингерол способен остановить жизненный цикл клетки путем апоптоза, связанного с разрушительным действием ферментов на раковые клетки. Исследования показали, что гингерол останавливает пролиферацию клеток с помощью ингибирования трансляции циклиновых белков, необходимых для репликации в процессах G1 и-G2 фазах деления клеток. В процессе апоптоза раковых клеток, из митохондрий выделяется цитохром С, который захватывает выделяющийся АТФ, оставляя после себя дисфункциональную митохондрию. Цитохром С накапливает апоптосомы и активирует каспазу-9, которая выступает убийцей каспазных соединений, разрушающей молекулы ДНК в гистонах, приводя к их апоптозу. Также [6]-гингерол ингибирует Bcl-2 белки, предотвращающие апоптоз на поверхности митохондрий, которые увеличивают способность Bcl-2 белков к проапоптозу, что приводит к гибели клетки. Раковые клетки вырабатывают большое количество белков, которые активируют выделение гормонов роста путем передачи сигналов в системе, сопряженной с ферментами. При остановке фосфорилирования PI-3-киназы, белок Akt не способен эффективно образовывать связь с доменом PH, тем самым деактивируя нисходящий сигнал. Последующее удержание белков-агонистов клеточной гибели сдерживает рост клеток, предотвращающих апоптоз. Следовательно, возникает двойной отрицательный клеточный сигнал, запускающий процесс апоптоза клетки.
Выращенную в лабораторных условиях культуры клеток опухоли молочной железы подвергли воздействию [6]-гингеролом различной концентрации, чтобы определить его влияние на живые клетки. Исследователи сделали вывод, что результаты воздействия зависят от концентрации. Например, при количестве 5мкм воздействие отсутствует, а при концентрации 10мкм происходит снижение воздействия на 16%. Действие [6]-гингерола направлено на три отдельных белка в раковых клетках молочной железы, которые увеличивают образования метастаз. Пока процесс адгезии остается без изменений, [6]-гингерол предотвращает вторжение раковых клеток в здоровую ткань с их последующим увеличением в размерах. Проведенные исследования предполагают, что механизм воздействия на рост раковой клетки обусловлен преобразованием определенных мРНК, которые транскрибируют ферменты, разрушающие внешнюю клеточную оболочку, под названием матриксная металлопротеиназа (ММП). Исследование воздействия гингеролов на клетки организма человека in-vitro показало, что гингеролы способны бороться с окислительным стрессом. Результаты подтвердили, что гингеролы обладают противовоспалительным эффектом, хотя шогаолы более эффективны при борьбе со свободными радикалами. Также существует обратная зависимость «доза-концентрация», при которой увеличение концентрации и дозы снижает число свободных радикалов в клетках.

### Противогрибковые свойства
Тщательное исследование противогрибковых свойств гингерола показало, что африканские виды имбиря имеют в своем составе большее содержание гингерола и шогаола, чем наиболее часто культивируемые его виды в Индонезии. Исследование противогрибковых свойств африканских видов имбиря показало эффективность против 13 патогенных микроорганизмов, которая в три раза выше, чем у его культивируемого индонезийского аналога. Считают, что гингерол участвует в реакциях вместе с другими существующими фитохимическими веществами, включая шогаолы, парадоды и гингерон.

### Антиоксидантные и нейропротекторные свойства
Считают, что антиоксидантные свойства [6]-гингерола обеспечивают защиту от болезни Альцгеймера. Исследование рассматривает механизмы защиты от расщепления молекул ДНК и потенциального разрушения мембраны митохондрий, что предполагает наличие у гингерола нейропротекторного действия. В исследовании определено, что имбирь регулирует выработку глутатиона в клетках, в том числе и в нервных клетках. И, обладая свойствами антиоксиданта, уменьшает риск развития болезни Альцгеймера в клетках нейробластомы человека и в клетках гиппокампа у мышей.
В то же время, множество исследований заявляют о низкой эффективности фитохимических веществ имбиря против окислительного повреждения клеток. Проводили некоторые исследования, которые предполагают потенциальную генотоксичность фитохимических веществ. В исследовании, в котором применяли чрезмерно высокие дозы гингеролов на клетки печени человека, произошло расщепление молекул ДНК, повреждения хромосом и органелл, появление неустойчивости клеточной оболочки, являющимися характерными признаками возникновения апоптоза. При высоком уровне концентрации соединения гингерола ведут себя как прооксиданты, хотя, в то же время, считают, что в обычных условиях данные фитохимикалии обладают противовоспалительным и антиоксидантным свойствами.В других исследованиях отметили, что [6]-гингерол снижает скорость метаболизма у испытуемых крыс, которым вводили внутрибрюшинную инъекцию с препаратом, вызывавшим гипотермическую реакцию, хотя при применении избытка того же препарата внутрь, температура тела оставалась без изменений.

## Токсичность
Острую и подострую токсичность экстракта имбиря, содержащего в общей сложности 8% гингеролов, оценивали на крысах в соответствии с рекомендациями ОЭСР 423 и 407 соответственно. Авторы обнаружили, что ЛД50 при острой токсичности экстракта имбиря составляла более 2000 мг/кг. Что касается субхронической токсичности, то при максимальной дозе 1000 мг/кг/сут в течение 28 дней ни токсических признаков, ни изменений гематологического и биохимического профиля не наблюдалось. Гистопатология основных органов всех животных была нормальной. NOAEL (уровень отсутствия наблюдаемых побочных эффектов) был указан как 1000 мг/кг/день для крыс.